# Jean-Philippe Gaudin
Jean-Philippe Gaudin (* 20. November 1962) ist ein Schweizer Divisionär, der von 1. Juli 2018 bis 12. Mai 2021 Direktor des Nachrichtendienstes des Bundes war.

## Werdegang
Nach dem Handelsdiplom in Lausanne war Gaudin als Tourismus-Manager in Montreux tätig, bevor er eine Militärkarriere einschlug. Bei der Schweizer Armee war er unter anderem als Instruktionsoffizier tätig und befehligte eine Versorgungseinheit im Rahmen eines OSZE Mandats in Bosnien-Herzegowina. Der Einsatz von unbewaffneten Freiwilligen der Schweizer Armee war 1996 zur Unterstützung der dortigen Wahlen vom Bundesrat beschlossen worden und lief Ende 2000 aus. Von 2008 bis 2015 leitete er den militärischen Nachrichtendienst, nachdem er dort in den Jahren zuvor bereits verschiedene Führungsfunktionen ausgeübt hatte. Im Jahr 2016 wurde er zum Divisionär befördert und als Verteidigungsattaché nach Paris entsandt.
Am 1. Juli 2018 trat Gaudin das Amt als Direktor des Nachrichtendienstes des Bundes nach halbjähriger Vakanz an, nachdem er sich bei der Wahl gegen den Neuenburger Polizeikommandanten Pascal Luthi durchgesetzt hatte. Sein Vorgänger Markus Seiler hatte den Posten nach einem kritischen Bericht der Parlamentsdelegation im Spionagefall Daniel M. per Ende 2017 verlassen und wechselte ins Eidgenössisches Departement für auswärtige Angelegenheiten. Kurz nach Antritt des Amtes forderte Gaudin im Herbst 2018 eine signifikante Aufstockung des NDB-Personals. Diese Forderung wurde im Sommer 2019 vom Bundesrat bewilligt. Aufgrund einer konkreter werdenden Bedrohung durch Rechtsextreme regte er zudem Gesetzesänderungen an. Seit 2017 ist dem NDB das Abhören von Telefongesprächen und das Eindringen in Computer zwar erlaubt, allerdings nicht im Bereich des gewalttätigen Extremismus. Um der Forderung, diese Einschränkung aufzuheben, mehr Gewicht zu verleihen zitierte Gaudin in Interviews auch den Terroranschlag auf zwei Moscheen in Christchurch, obwohl in der Schweiz rechtsextreme Aktivitäten bisher marginal sind. Ähnlich wie Bruno Kahl wies er wiederholt auf die Bedrohung durch Russland hin.
Am 12. Mai 2021 wurde bekannt, dass der Jean-Philippe Gaudin seinen Posten als Chef des Schweizer Nachrichtendienstes NDB Ende August 2021 beenden werde, da er den Bundesrat zu spät über die Affäre um die Operation Rubikon informiert habe und das Vertrauensverhältnis zerrüttet sei. Bis zu einer Nachfolgeregelung wurde der bisherige Stellvertreter Jürg Bühler zum interimistischen Leiter ernannt. Nachfolger per April 2022 wurde Christian Dussey.

## Kritik
Der ehemalige Nachrichtendienstchef Hans Wegmüller kritisierte die Wahl, da angesichts der Bedrohungslage ein Kandidat mit Erfahrungen im zivilen Sicherheitsbereich besser für die Aufgabe gerüstet wäre. Auch Carlo Sommaruga kommentierte, Gaudin verfüge zwar über viel Erfahrung und ein gutes internationales Netzwerk, beides sei jedoch militärischer Art, während die Bedrohungen heute primär Terrorismus, Internetkriminalität und -Spionage und Extremismus seien.